# Oxazolam
L'oxazolam è una benzodiazepina a lunga durata d'azione con proprietà simili a quelle del diazepam. L'oxazolam è impiegato come ansiolitico ma possiede anche effetti anticonvulsivanti, sedativi e di rilassamento della muscolatura scheletrica. Il farmaco non è commercializzato in Italia. Viene invece commercializzato in altri paesi tra cui il Giappone, Taiwan ed in Portogallo.

L'oxazolam agisce stimolando il recettore GABA nel sistema reticolare ascendente.

## Farmacocinetica
Dopo la somministrazione orale di una dose di 40 mg il farmaco viene rapidamente assorbito e convertito a demetildiazepam.
Il picco di concentrazione plasmatica, pari a 0,115 µg, viene raggiunto dopo circa 8 ore.
L'emivita di eliminazione del demetildiazepam è di circa 60 ore.

## Usi clinici
Il farmaco trova indicazione principalmente nel trattamento di pazienti con attacchi d'ansia ed in soggetti che si caratterizzano per forti stati d'ansia e di panico.

## Dosi terapeutiche
L'oxazolam viene somministrato per via orale, generalmente alla dose raccomandata di 10–20 mg, fino a tre volte al giorno.

## Sovradosaggio
I sintomi di sovradosaggio includono la confusione, la sonnolenza e la letargia.

## Avvertenze
In letteratura sono riportati casi di abuso di oxazolam. La dipendenza sembra potersi verificare anche dopo un singolo ciclo di trattamento di poche settimane ed a dosi moderate. Per tale motivo i pazienti debbono essere informati che il farmaco può indurre dipendenza psicologica e fisica.